# وليام بالاسيو
وليام بالاسيو (بالإسبانية: William Palacio)‏ ولد بتاريخ 27 مارس 1965 في إدارة فالي ديل كاوكا، كولومبيا، هو دراج كولومبي سابق.

## روابط خارجية
- وليام بالاسيو على موقع أرشيف الدراجات (الإنجليزية)
- وليام بالاسيو على موقع إحصائيات الدراجات الإحترافية (الإنجليزية)
- وليام بالاسيو على موقع CycleBase (الإنجليزية)
- وليام بالاسيو على موقع أوليمبيديا (الإنجليزية)